# Ahmad-Yani-Klasse
Die Ahmad-Yani-Klass ist eine Klasse von Mehrzweckfregatten der indonesischen Marine. Die sechs Schiffe wurden von den Niederlanden gebraucht gekauft. Deren Van-Speijk-Klasse basierte auf der Leander-Klasse der Royal Navy. Fünf der sechs Schiffe sind noch aktiv. Die Schiffe sollen durch Fregatten der  Martadinata-Klasse ersetzt werden.

## Geschichte
Die Niederlande bauten in den 1960er Jahren sechs Schiffe der Leander-Klasse nach einem leicht abgewandelten Design in Lizenz, die als Van-Speijk-Klasse bezeichnet wurden. In den 1970er Jahren wurden die Schiffe in den Niederlanden einer Modernisierung unterzogen. Zwischen 1986 und 1989 wurden die Schiffe an Indonesien verkauft, wo fünf Schiffe bis heute Dienst tun. Neben einem Upgrade der Bewaffnung wurden die Dampfturbinen zwischen 2003 und 2008 durch Schiffsdieselmotoren ersetzt.

## Schiffe
| Name                            | ex-Name             | Werft           | Indienststellung | Verbleib                                             |
| ------------------------------- | ------------------- | --------------- | ---------------- | ---------------------------------------------------- |
| Ahmad Yani (351)                | Tjerk Hiddes (F804) | Amsterdam Werft | 1967             | verkauft nach Indonesien 1986                        |
| Slamet Riadi (352)              | Van Speijk (F802)   | Amsterdam Werft | 1967             | verkauft nach Indonesien 1986, außer Dienst gestellt |
| Yos Sudarso (353)               | Van Galen (F803)    | Royal Schelde   | 1967             | verkauft nach Indonesien 1987                        |
| Oswald Siahaan (354)            | Van Nes (F805)      | Royal Schelde   | 1967             | verkauft nach Indonesien 1986                        |
| Abdul Halim Perdanakusuma (355) | Eversten (F815)     | Royal Schelde   | 1967             | verkauft nach Indonesien 1989                        |
| Karel Satsuitubun (356)         | Isaac Sweers (F814) | Amsterdam Werft | 1967             | verkauft nach Indonesien 1989                        |